# Jardín del Príncipe (Aranjuez)
El jardín del Príncipe es un jardín histórico localizado en Aranjuez, entre la calle de la Reina y el río Tajo. Creado por Carlos IV, es el resultado de unificar, mediante el estilo paisajista, un conjunto de trazados anteriores en uno común. Desde 1931 es Bien de Interés Cultural y desde 2001 es Patrimonio de la Humanidad como parte de la declaración Paisaje cultural de Aranjuez.

## Historia
Situado al norte de la calle de la Reina, y delimitado por el río Tajo, su realización tuvo lugar en el último cuarto del siglo XVIII con la intención de unificar distintas actuaciones anteriores con nuevos espacios trazados bajo el concepto de jardín paisajista. Dichas actuaciones habían sido la organización de unas huertas entre 1553 y 1561 por Jerónimo de Algora y Juan Bautista de Toledo, bajo Felipe II, y la construcción del embarcadero y la calle homónima bajo Fernando VI. Estas actuaciones fueron reestructuradas bajo Carlos III y, finalmente, a partir de una Real Orden de 1772, Carlos IV terminaría los cuatro últimos jardines. En su ejecución trabajaron Pablo Boutelou, entre 1775 y 1784, y él mismo y Juan de Villanueva entre 1785 y 1808.

## Delimitación y accesos

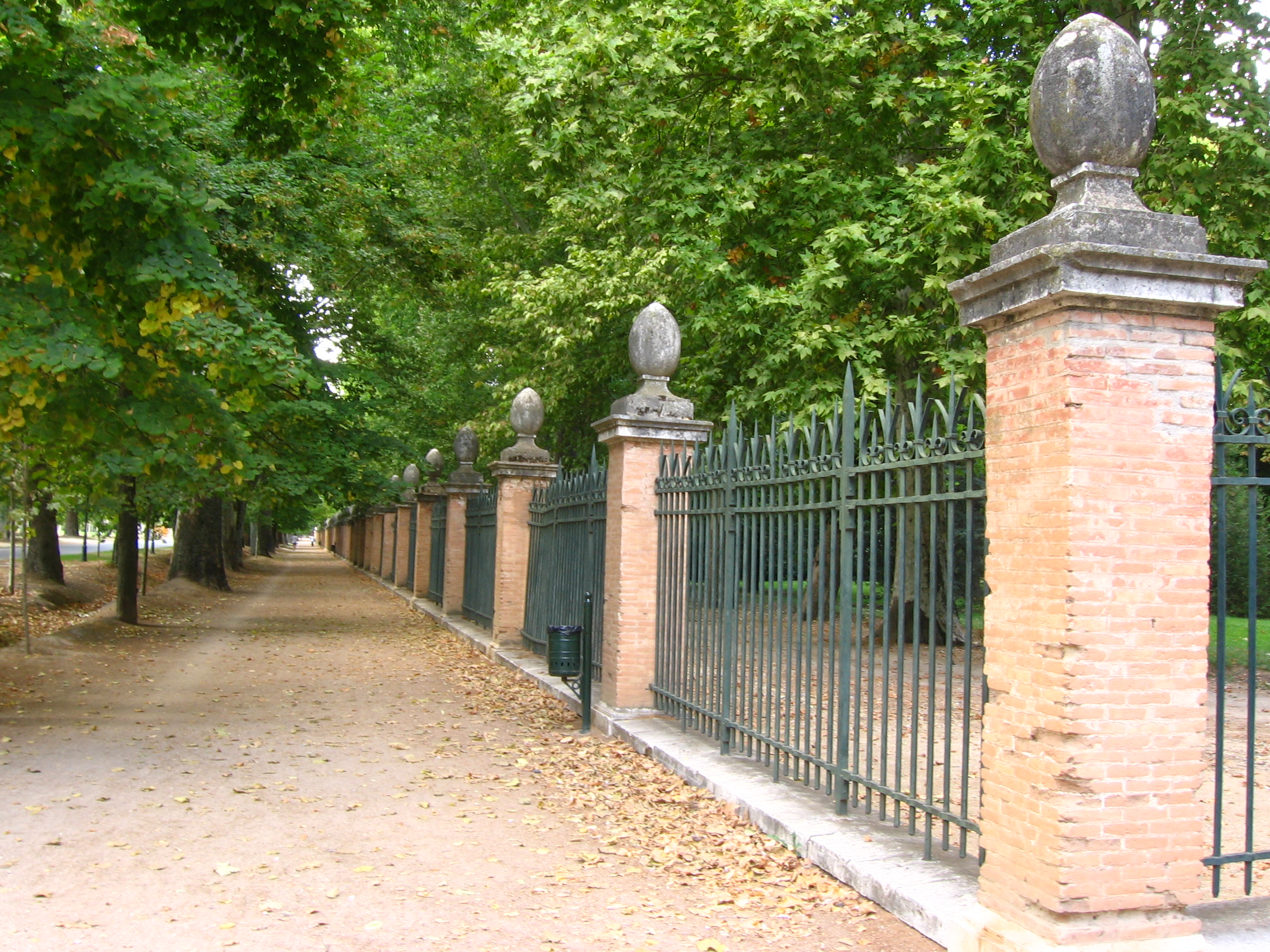
Cerramiento del jardín

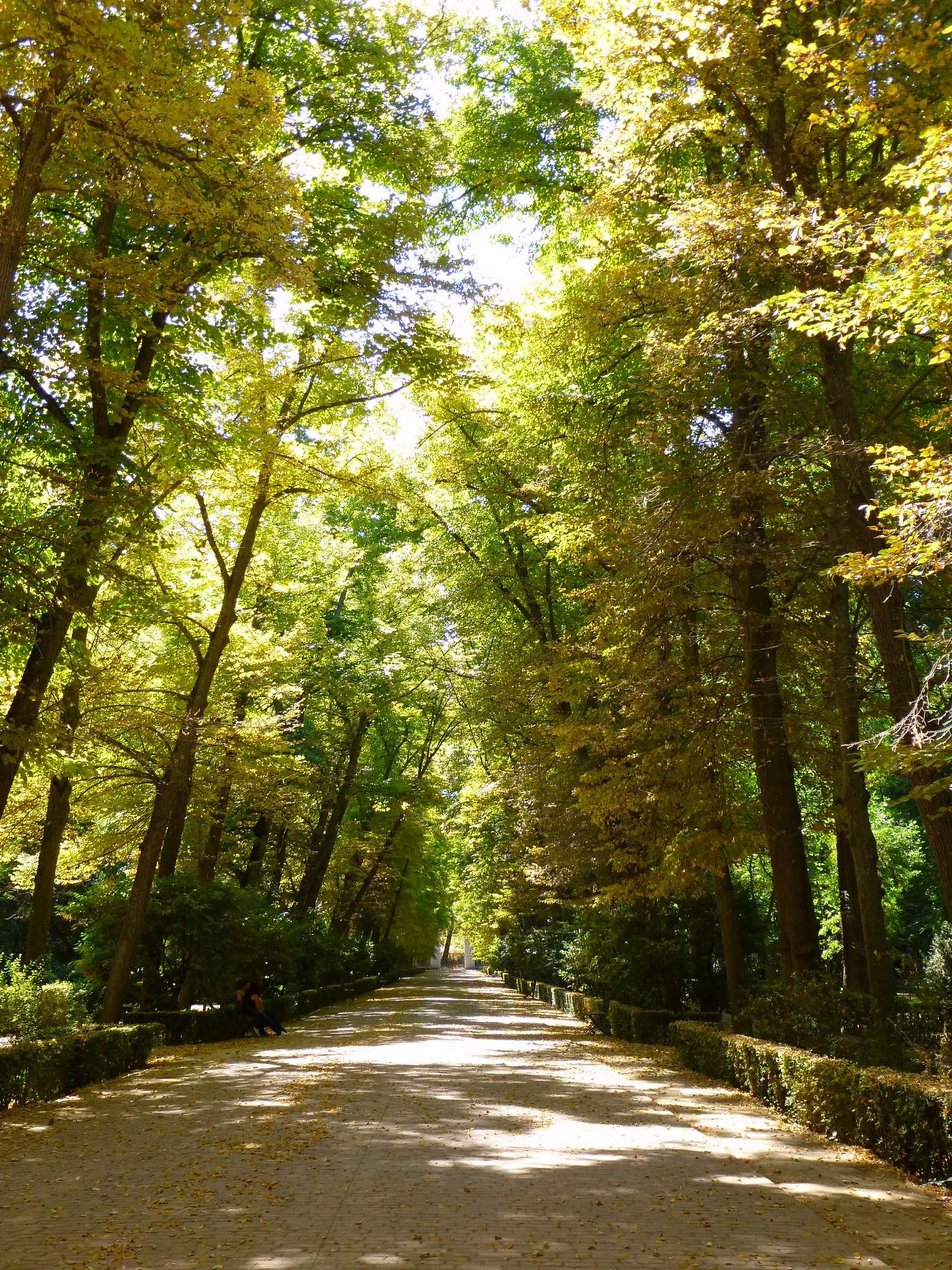
Paseo arbolado

El jardín posee una longitud, entre un extremo y otro, de aproximadamente tres kilómetros, y abarca una superficie de 145 hectáreas. Su cerramiento está basado en un módulo de dos pilastrones de ladrillo —con un remate oval de piedra— y su correspondiente verja de hierro; se comenzó a levantar entre 1758 y 1759, de la mano de Santiago Bonavía, y los trabajos continuaron a partir de 1785. Tras la interrupción debida a la guerra de la independencia, se completó en 1845. Originalmente la verja era de madera, pero se reemplazó por la de hierro entre 1901 y 1905.
El acceso desde la calle de la Reina se produce a través de 15 puertas, siendo la principal la situada más cercana al palacio. De todas ellas, destacan especialmente cuatro por su monumentalidad:
- Puerta del Embarcadero o del Príncipe: atribuida a Juan de Villanueva, consta de dos grupos —uno a cada lado de la verja— de cuatro columnas de granito de orden jónico. Su basamento lo conforma una garita para los guardias, y se rematan en un tejadillo sobre entablamento, friso y cornisa. Encima del tejadillo se encuentran unos jarrones sostenidos por amorcillos y unos florones, obra de Pedro Mitchell.[2] Originalmente, entre las columnas, había dos estatuas de mármol de diosas clásicas, reconocidas como Pomona y Minerva, que se encuentran en el Museo del Prado.[8]
- Puerta de la calle de Apolo: presenta dos machones de piedra de Colmenar, con pilastras estriadas de orden toscano, acanaladas hasta un tercio de su altura y de media caña el resto, que se coronan con un entablamento. Se atribuye a Juan de Villanueva.[9]
- Puerta de la plaza Redonda: su composición es similar a la de la calle de Apolo, con la diferencia de que, sobre la cornisa, presenta una cubierta metálica rematada en pedestal y jarrón. Se atribuye, igualmente, a Juan de Villanueva.[9]
- Puerta de la Casa del Labrador o de Infantes: fue construida entre 1803 y 1808 y se atribuye a Isidro González Velázquez. Consta de dos grupos de elementos simétricos a cada lado de la reja; cada uno presenta una puerta para peatones, configurada como un arco triunfal almohadillado, que se remata en entablamento con triglifos y metopas, cornisa y ático, y una columna de orden dórico, con entablamento y cornisa rematada en un jarrón.[10]

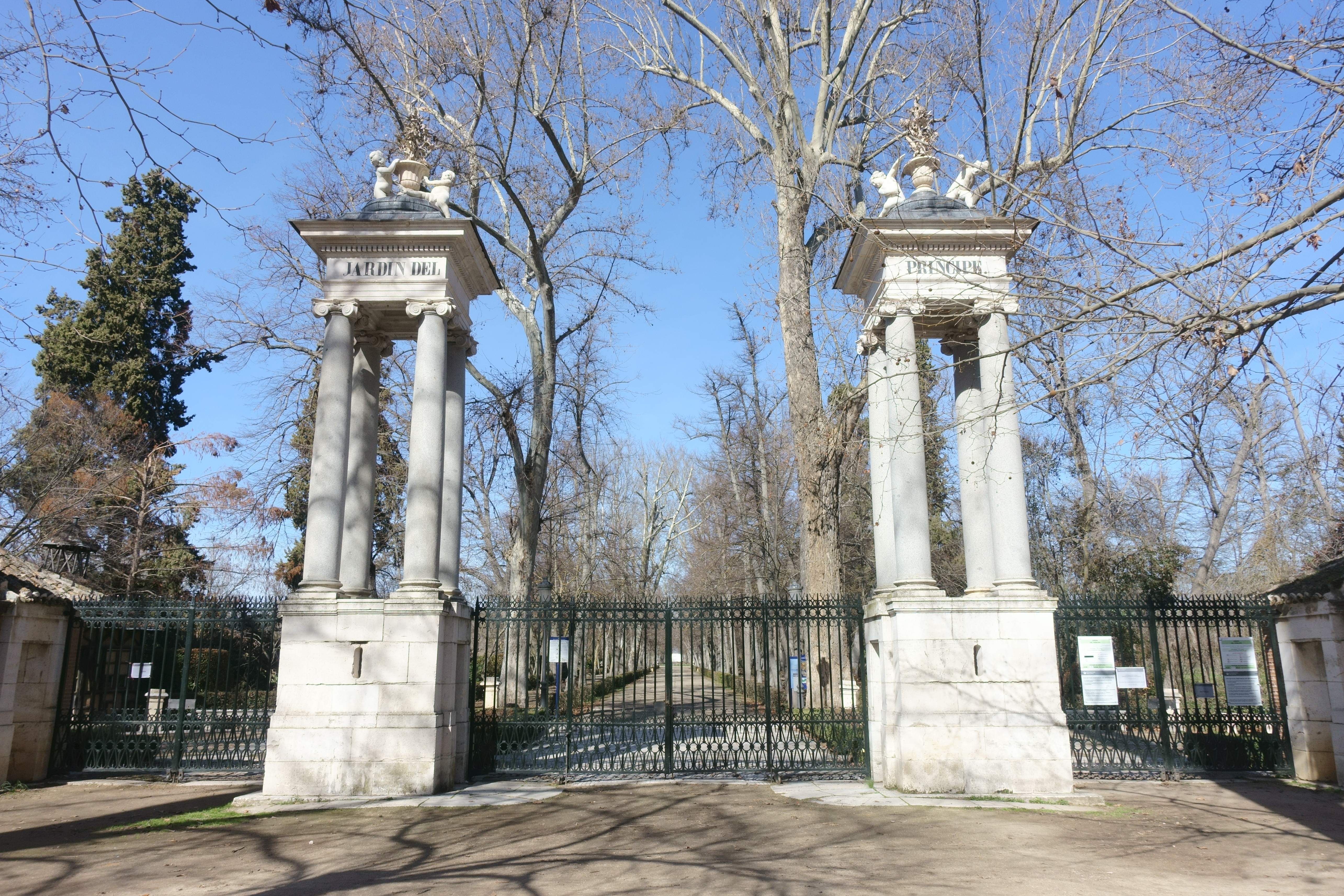
Puerta del Embarcadero o del Príncipe
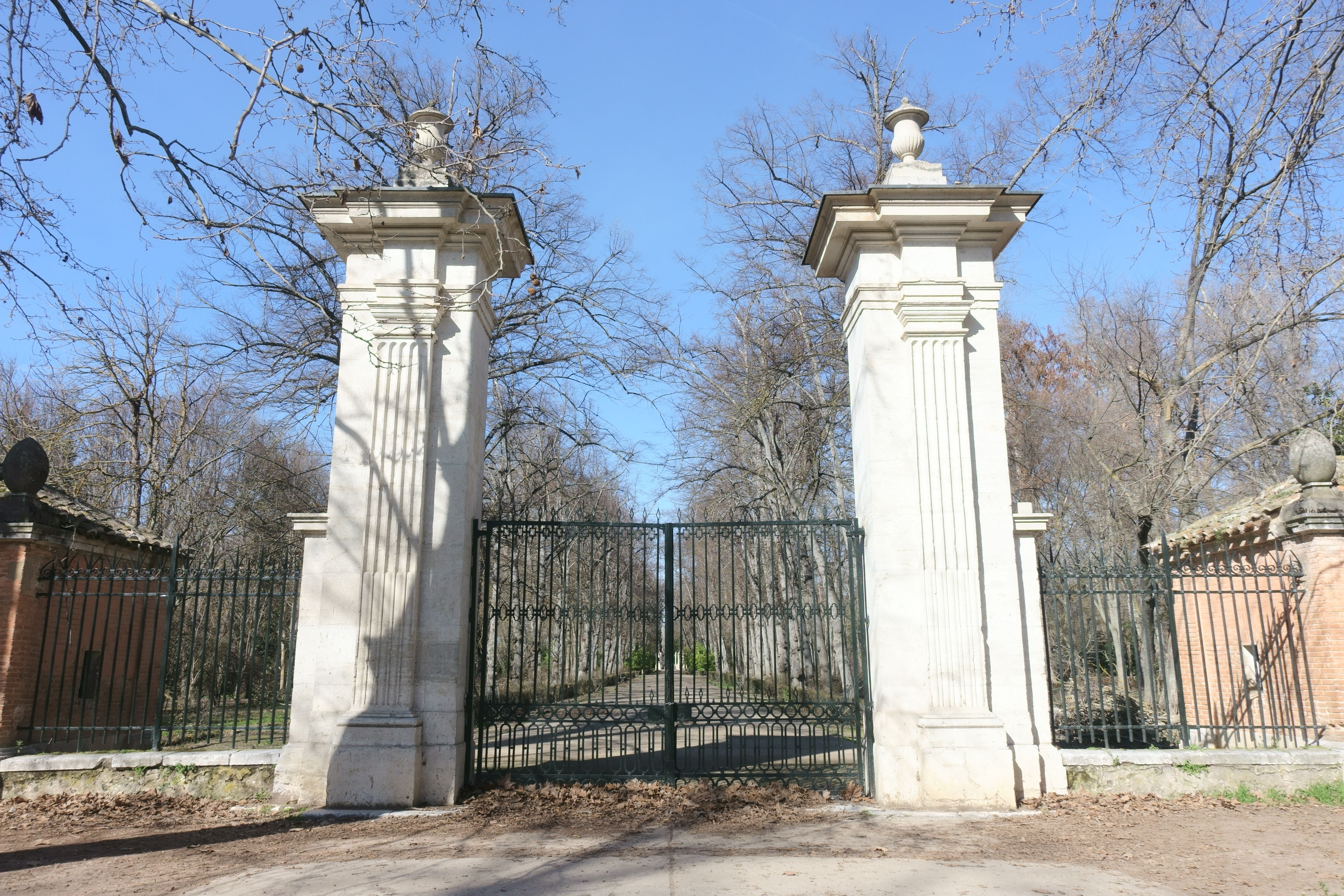
Puerta de la calle de Apolo
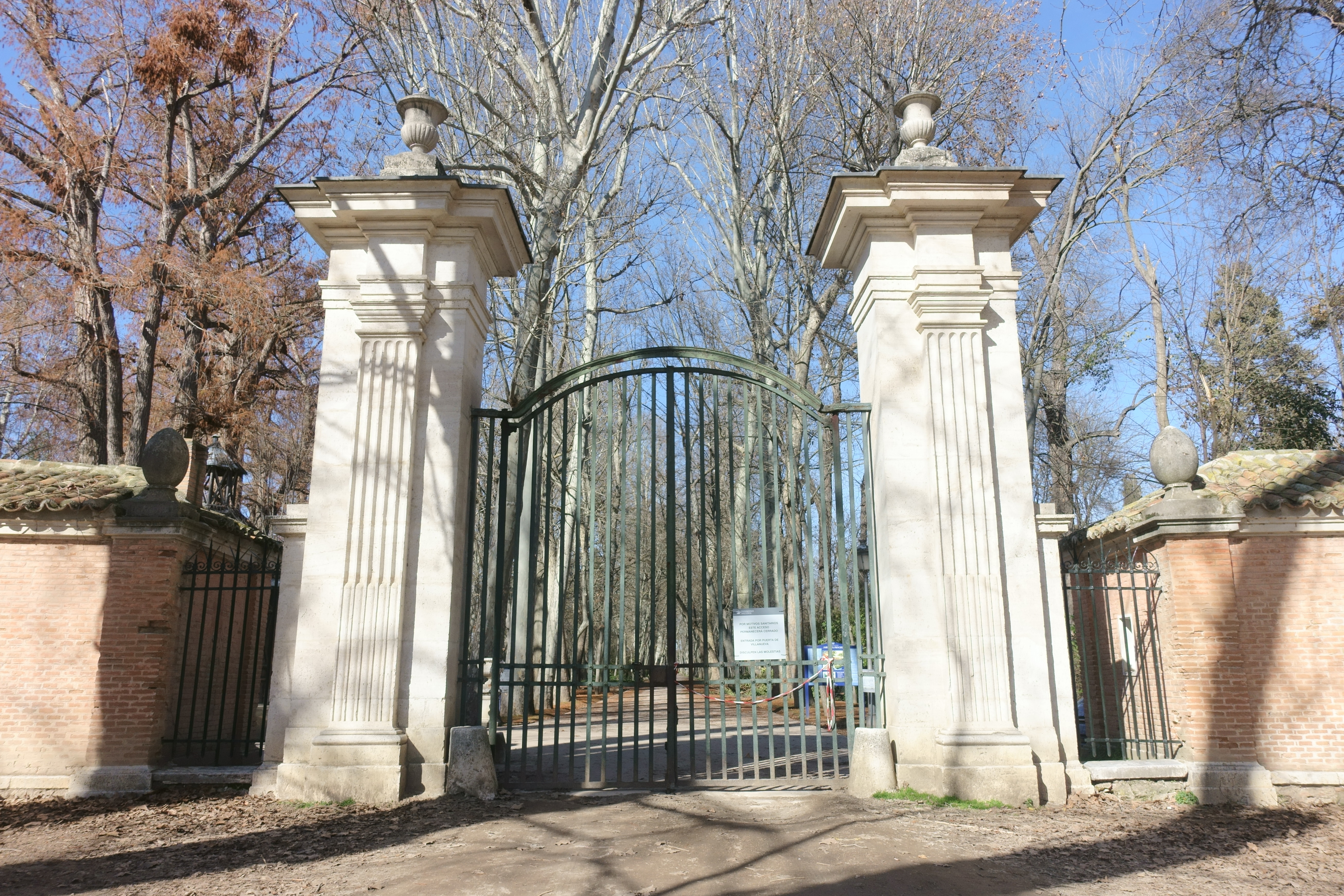
Puerta de la plaza Redonda
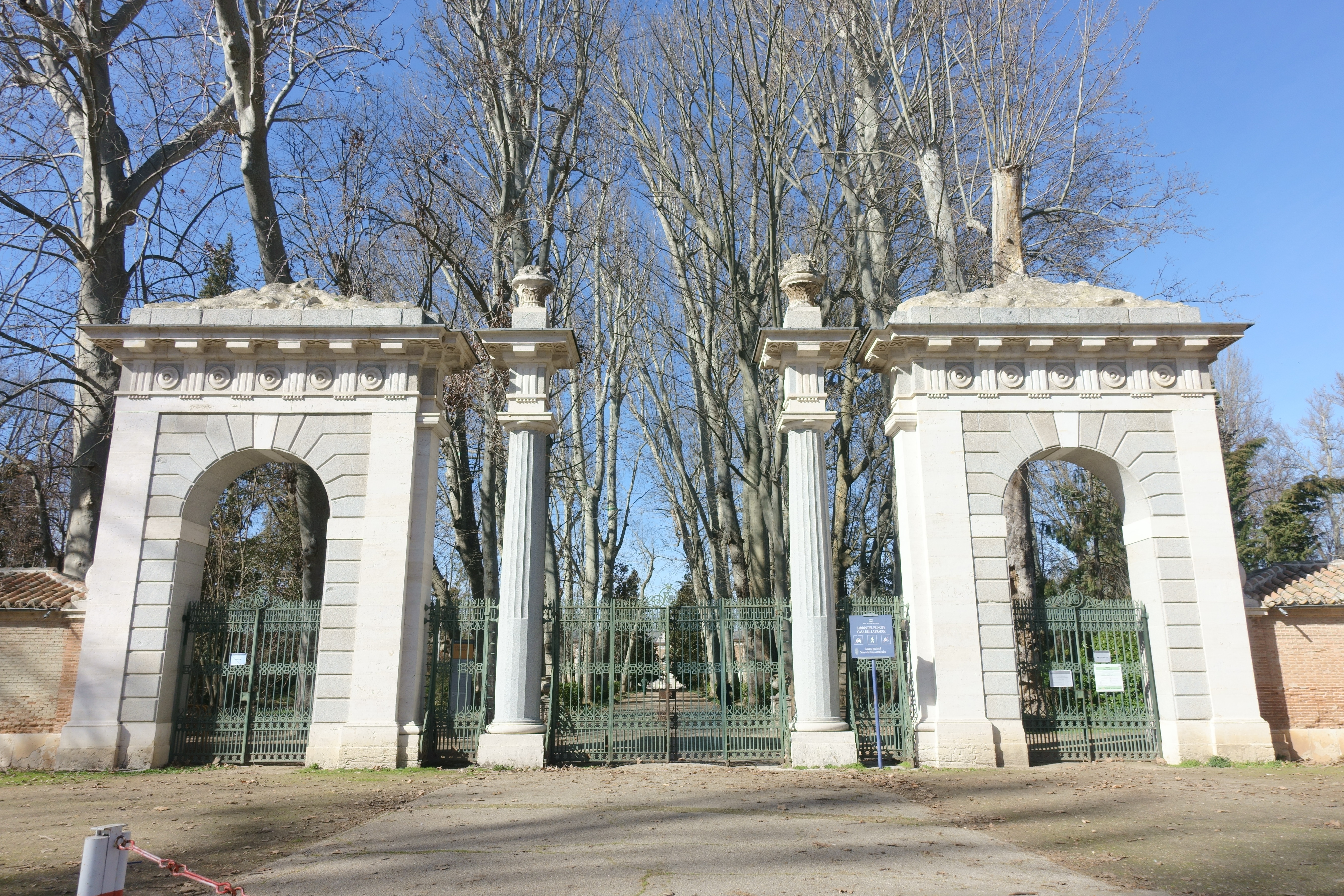
Puerta de la Casa del Labrador o de Infantes

## Calle del Embarcadero

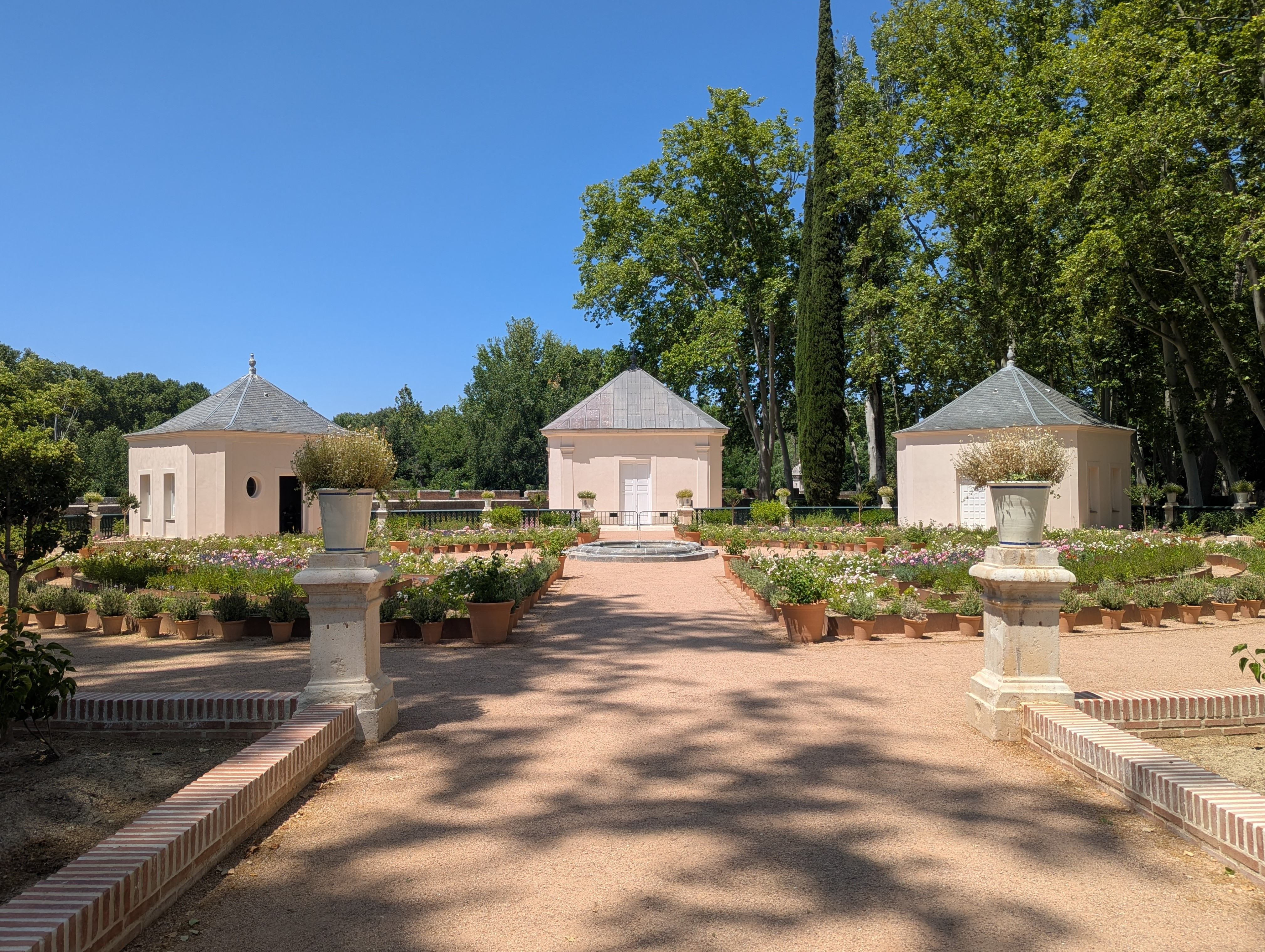
Pabellones reales tras su reforma en 2025

Se inicia en la puerta principal del jardín y presenta un trazado perpendicular a la calle de la Reina. Plantada con cuatro hileras de árboles, fue trazada en 1754 para facilitar el acceso al embarcadero de Fernando VI. En su parte occidental discurre un paseo al lado del Tajo, con muro de mampostería y macetas. En el cruce con la calle Princesa, que discurre hacia el este, se encuentra la plaza de Pamplona; presenta una pieza vegetal circular en el centro y ocho jarrones de piedra de Colmenar en su perímetro.

### Pabellones reales

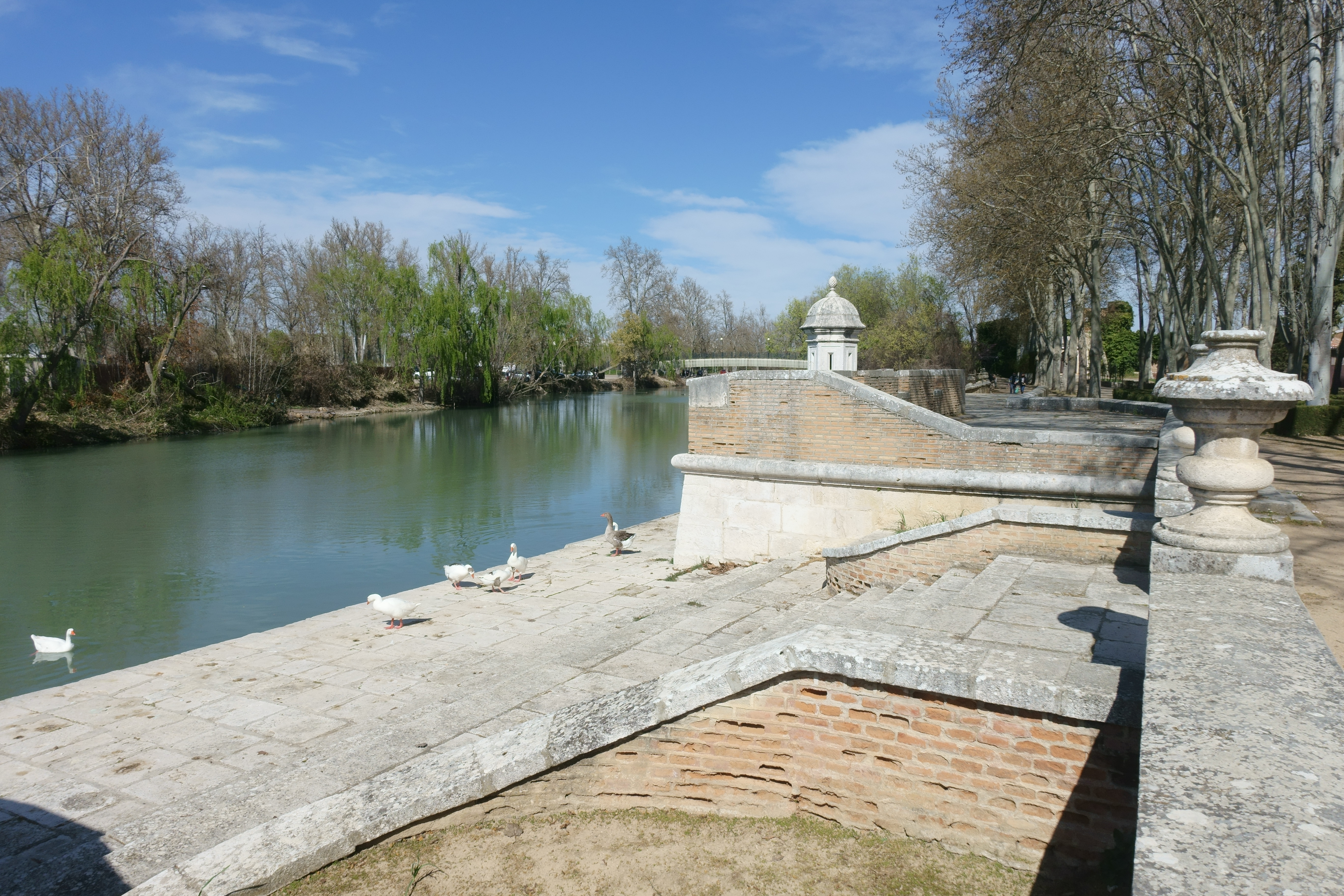
Embarcadero

Al final de la calle se encuentra un pequeño jardín de planta rectangular, trazado por Pablo Boutelou en 1784. En su plaza central hay una fuente, con estanque oval mixtilíneo y una figura recostada, hecha en mármol de Carrara, atribuida tradicionalmente a Neptuno. En los ángulos se levantaron cuatro pabellones para uso recreacional de los entonces príncipes de Asturias, Carlos y María Luisa. Fuera del jardín, pero en el mismo eje que la calle del Embarcadero, se encuentra el pabellón real; de planta cuadrada, está construido en piedra y cubierto por un tejado a cuatro aguas de pizarra. En cada lado posee una puerta, y en los extremos presenta pilastras toscanas. Fue realizado en 1754 por Santiago Bonavía.

### Embarcadero

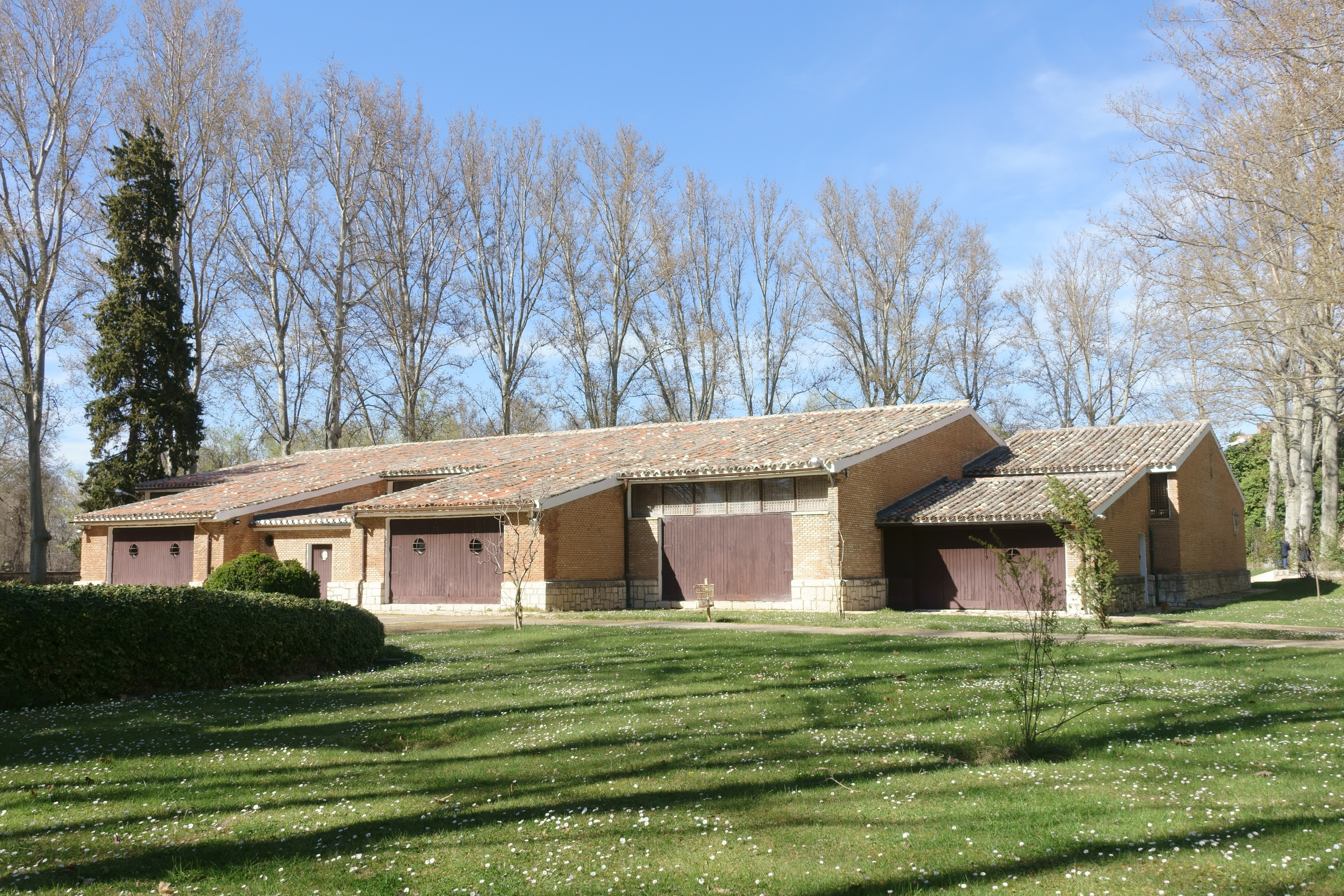
Vista general del museo de Falúas Reales

Fue realizado al mismo tiempo que el pabellón real y cuenta con la plataforma de embarque y las escaleras de acceso. Entre 1787 y 1791, bajo la dirección de Domingo de Aguirre, se añadieron un conjunto de elementos de estilo militar, como bastiones, almenas y garitas de piedra. Contó con una batería de cañones cuyo fin era hacer las salvas a la familia real con motivo de su navegación por el Tajo.

### Museo de Falúas Reales

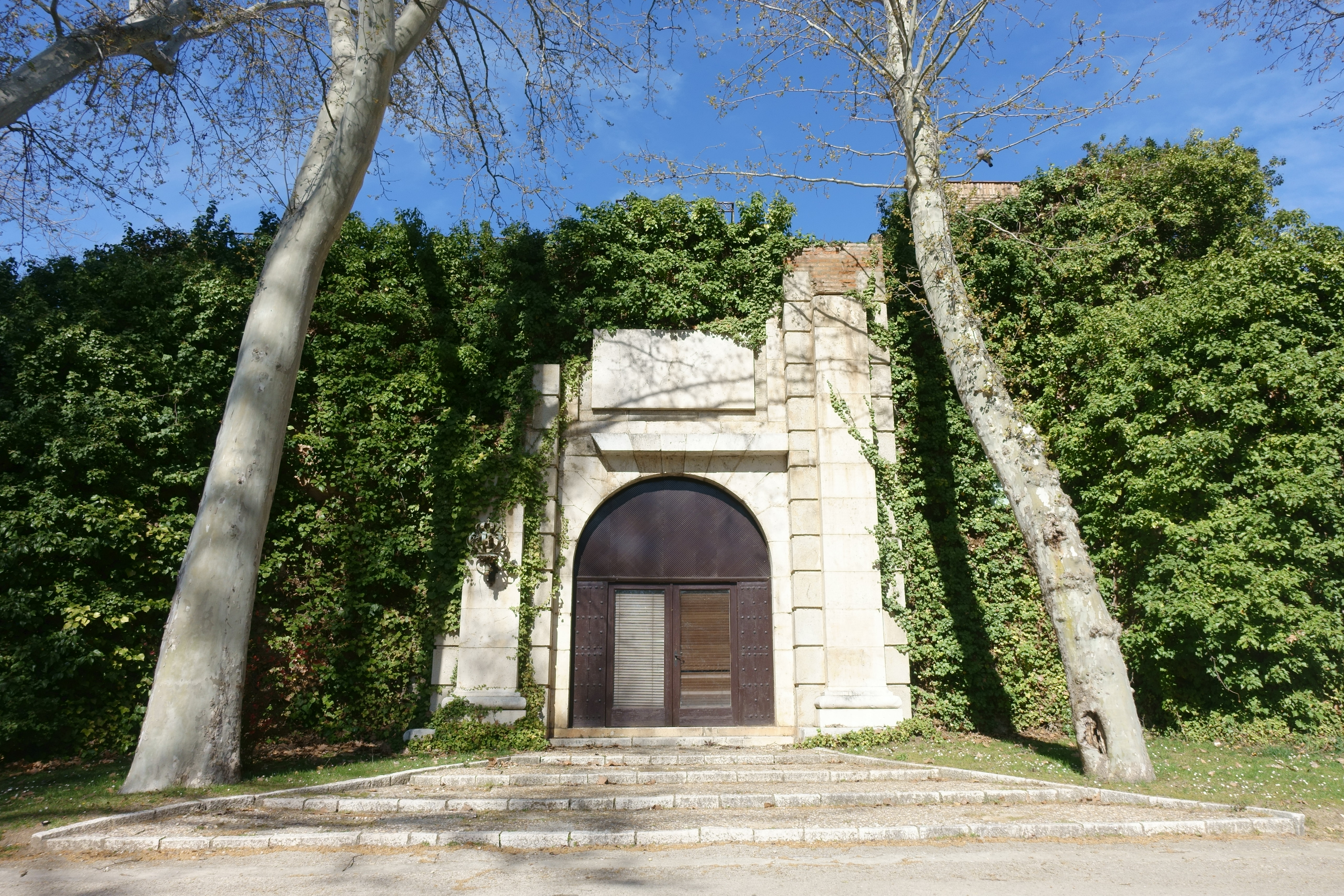
El Castillo

Se trata de un edificio realizado en ladrillo entre 1963 y 1966 según un proyecto de Ramón Andrada Pfeiffer; en él se expone una colección de falúas o embarcaciones de recreo utilizadas por la monarquía española, además de otros elementos relacionados. En su lugar, previamente, había un jardín proyectado por Pablo Boutelou en 1784, consistente en una pradera central, con caminos de arena, que se abría al Tajo.

### Castillo
Ubicado junto al giro de uno de los meandros del Tajo, fue construido por Domingo de Aguirre en 1800-1805. Su fábrica es de ladrillo y no se llegó a revestir de piedra de Colmenar debido al inicio de la guerra de la Independencia. Inacabado, su función prevista era la de mirador, además de elemento decorativo propio de un jardín de estilo paisajista.

## Jardín y huerta de primavera

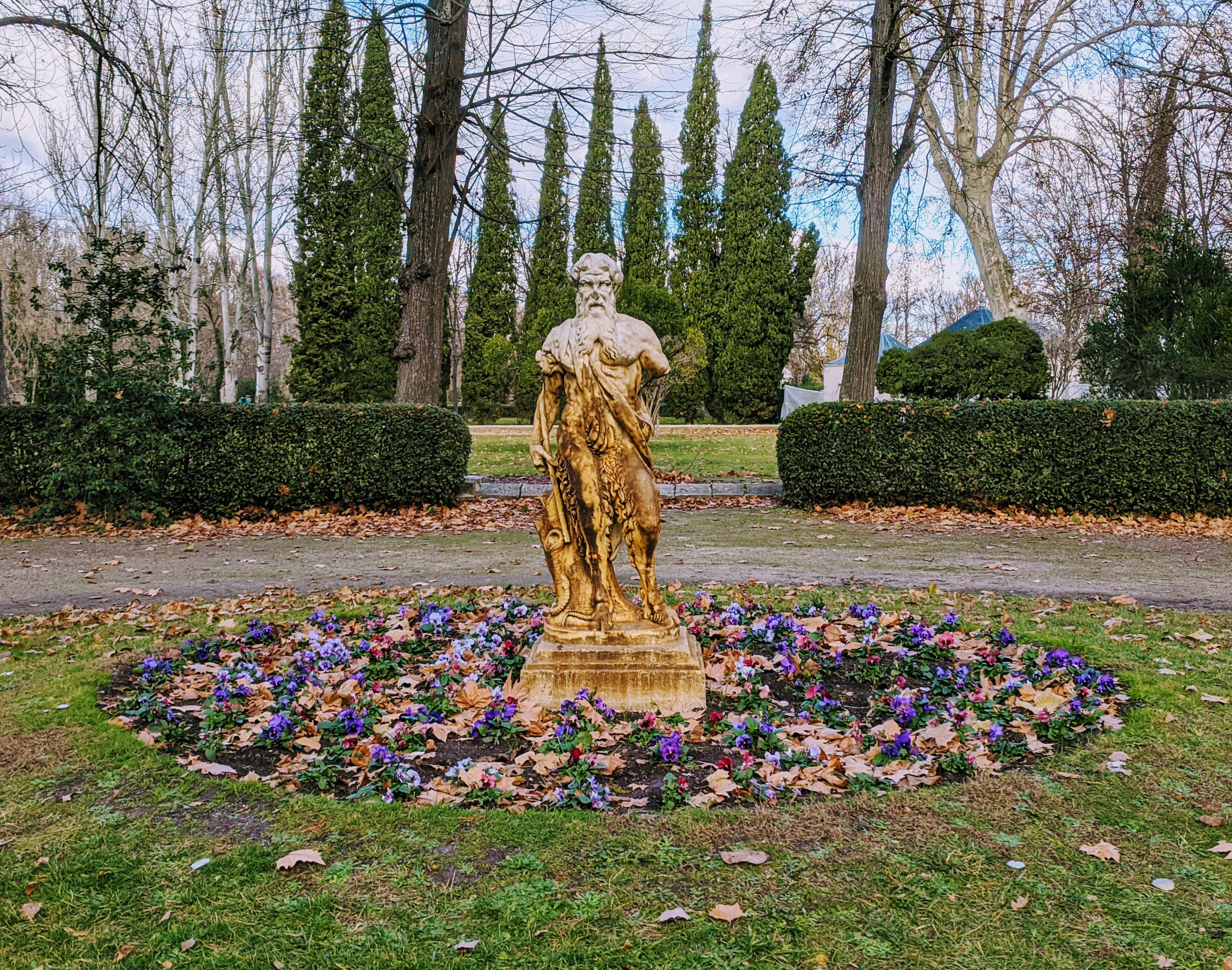
Fauno

Se trata de un conjunto de trazado ortogonal cuyos orígenes están en el siglo XVI, cuando Felipe II planificó su riego gracias al caz de las Aves. Estas huertas, denominadas de Arriba, Guindalera, Jardín de los Negros y Esparragal, fueron reordenadas en 1756 según un proyecto de Esteban Boutelou II, momento a partir del cual se denominó jardín de Primavera. Dos años después, Santiago Bonavía realizó un ha-ha entre este y el Sotillo y, tras la integración del conjunto en el jardín del Príncipe, se sustituyó por un paseo arbolado. Contó con una importante plantación de frutales, con más de 110 variedades de peras, manzanas, ciruelas, guindas, granadas y moreras.

## Primer jardín
Este conjunto, también denominado jardín Español, se encuentra entre la calle del Embarcadero y el río Tajo. Está formado por un trazado regular en el que se ubican tres plazas, una cuadrangular, otra rectangular y una última circular. En el centro de esta se halla la efigie de un fauno representado con sus atributos: patas de cabra, manto de piel y tronco de olivo.

## Jardín segundo

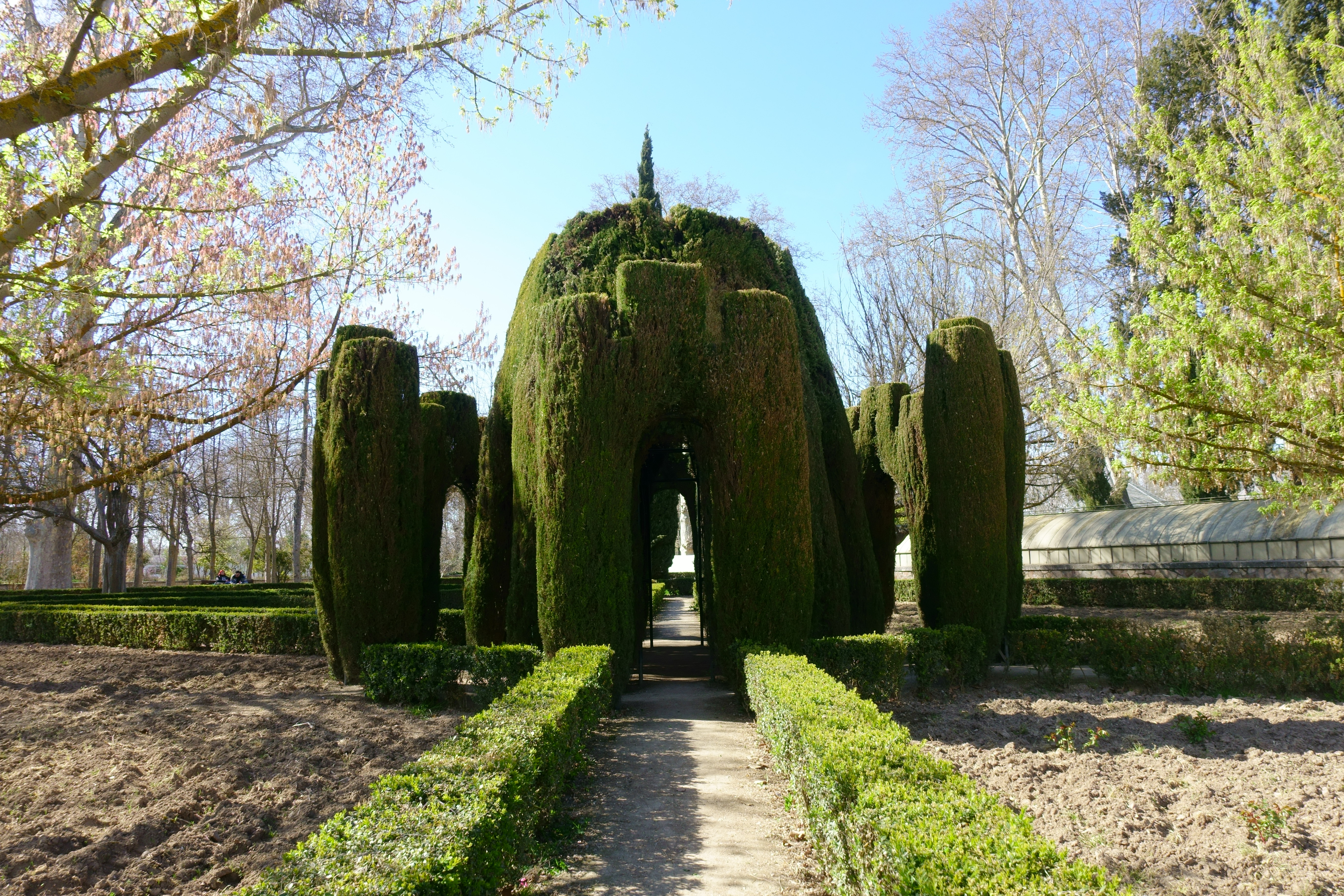
Cenador de Rusiñol

Antiguamente se denominaba el Sotillo y estaba configurado como pradera. Se encuentra enfrente del Jardín Español y presenta una planta acuartelada, como una huerta, con árboles ornamentales y frutales en los paseos y en los cuadros. A finales del siglo XIX se colocó el llamado Cenador de Rusiñol, consistente en una glorieta de cipreses que forman un cenador en el cruce de dos calles diagonales, y que fue uno de los motivos preferidos por Santiago Rusiñol.

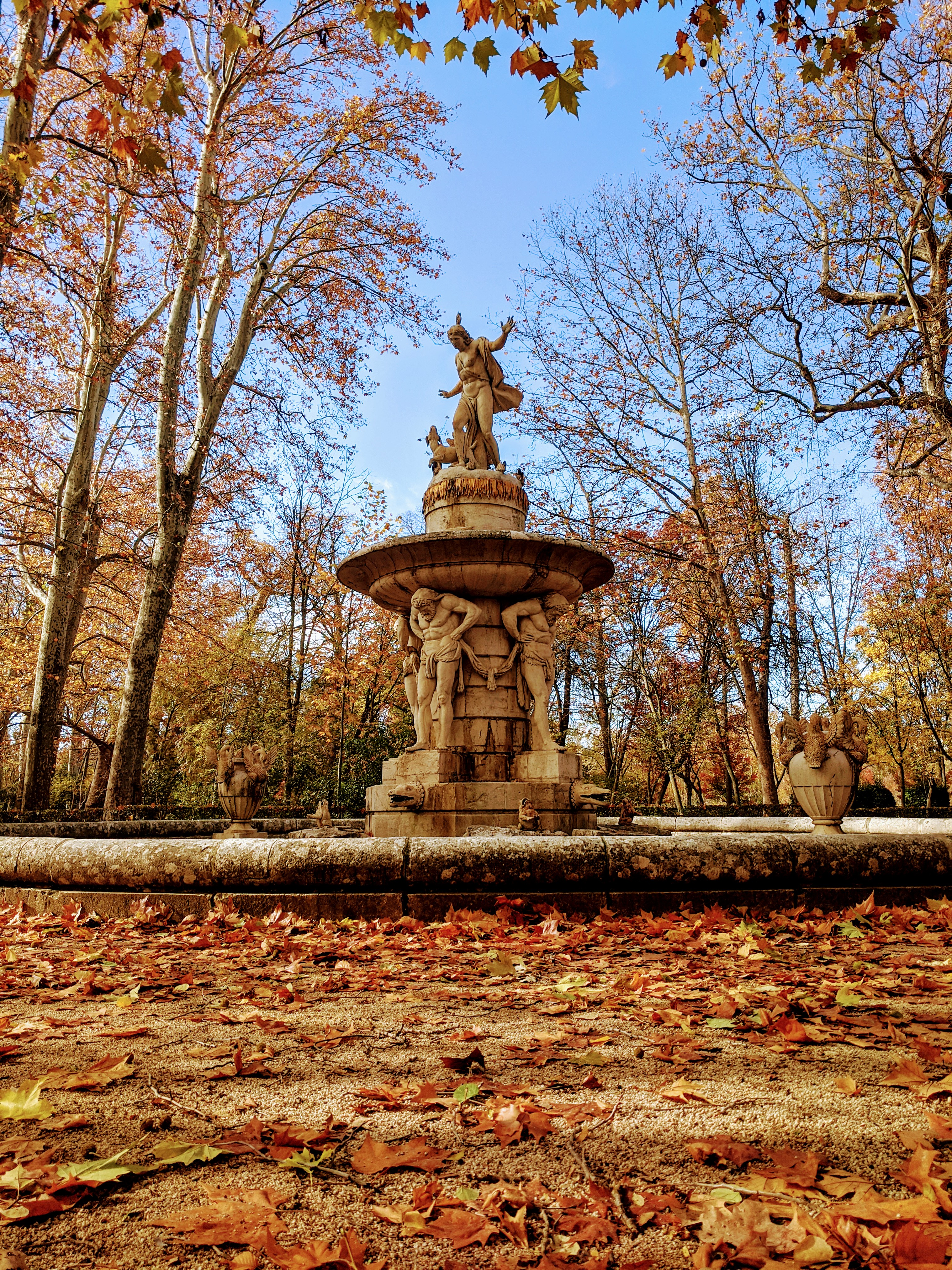
Fuente de Narciso en otoño

## Jardines tercero y cuarto
Espacio de planta triangular, comprende dos jardines unidos por un eje central; en este se encuentran tres plazas, una ovalada donde se ubica la fuente de Narciso, otra circular, y otra ovalada, en la que permanece el estanque mixtilíneo que acogía el conjunto escultórico de Ceres, antes de su traslado al jardín del Parterre. El jardín tercero presenta un diseño irregular, de caminos sinuosos, con grupos desordenados de arbustos y árboles; por su parte, el cuarto jardín muestra un trazado regular, de calles rectilíneas.
La fuente de Narciso fue obra de Joaquín Dumandre, en época de Carlos IV, pero tras su destrucción durante la ocupación francesa fue sustituida por otra realizada por Isidro González Velázquez en 1827, ya con Fernando VII. Está compuesta por un estanque circular en cuyo interior hay dos jarrones de narcisos y patos, un pilar sobre rocas, en el que se apoyan cuatro atlantes, y, sobre estos, una taza con un pedestal en el que se encuentra la figura de Narciso, representado en el momento de verse reflejado en el agua. Los jarrones, atlantes, Narciso y figuras de animales están realizados en plomo y pintados de blanco.

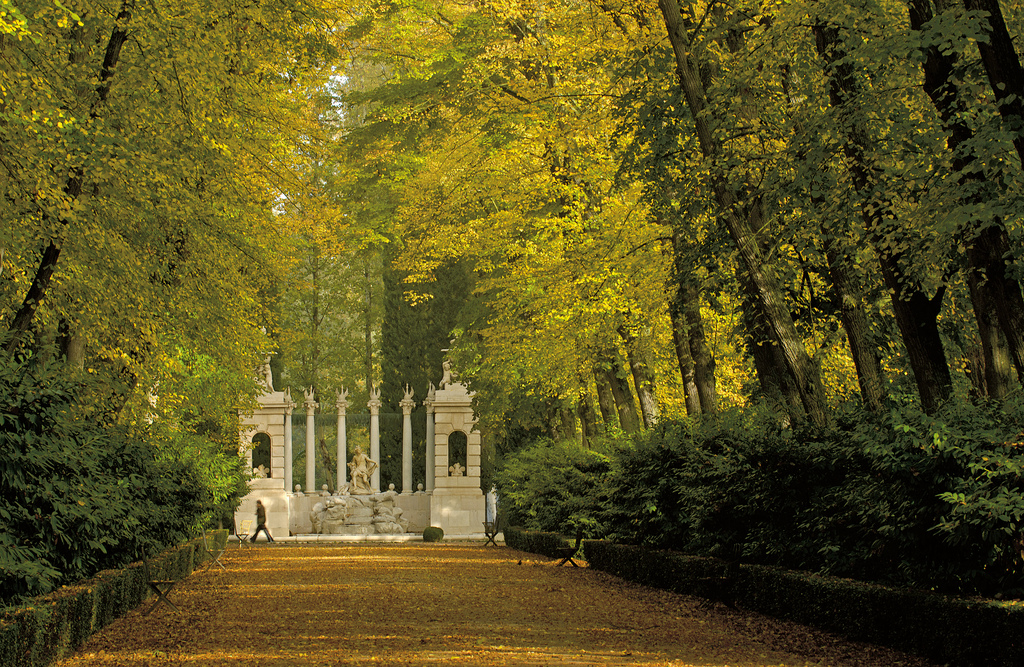
Calle y, al fondo, la fuente de Apolo

## Jardín quinto

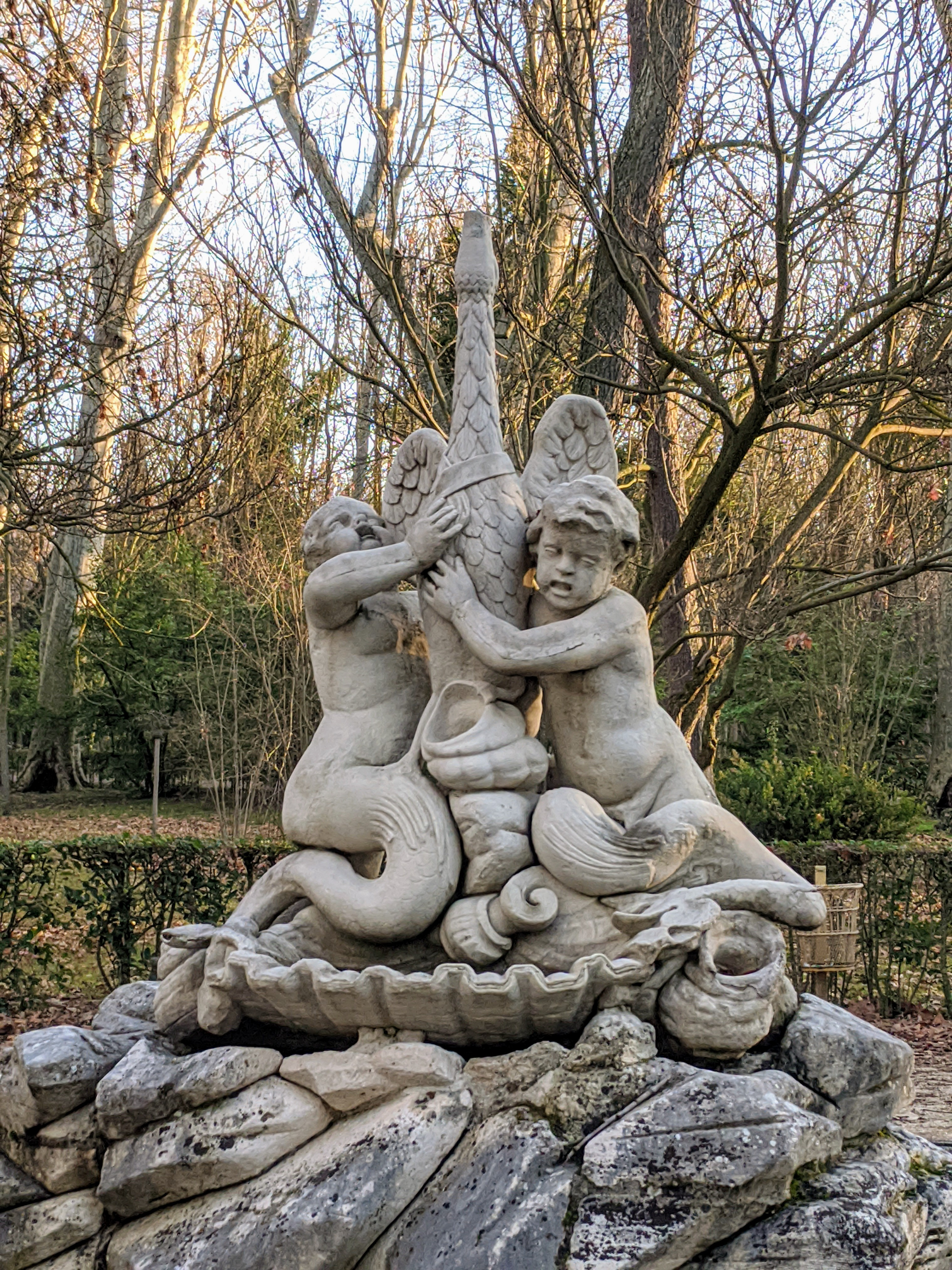
Detalle de la fuente del Cisne

Posee forma de triángulo, con base circular y el vértice en la fuente de Apolo. En el centro del jardín se encuentra una plaza circular presidida por la fuente del Cisne, que presenta una roca sobre la cual dos tritones sostienen este ave. La calle que bordea este quinto jardín, entrando desde la calle de la Reina, es una de las más notables del jardín del Príncipe; presenta una galería natural formada por los árboles de sus laterales y como fondo escénico se encuentra la fuente.
Esta está formada por dos elementos arquitectónicos de piedra en sus extremos, horadados por ventanas y rematados en cestos sostenidos por dos niños de plomo pintado. Entre ambos elementos, un semicírculo de columnas de orden corintio, decoradas con cisnes y guirnaldas, ambos de plomo pintado. En el centro del conjunto, una roca artificial, y sobre ella una réplica de la escultura de Apolo —la original procedía del conjunto Apolo y las Musas, del palacio de la Granja, pero fue trasladada a Aranjuez por Carlos IV, hasta su retorno a la Granja en el año 2000—. Por detrás, un semicírculo de cipreses.

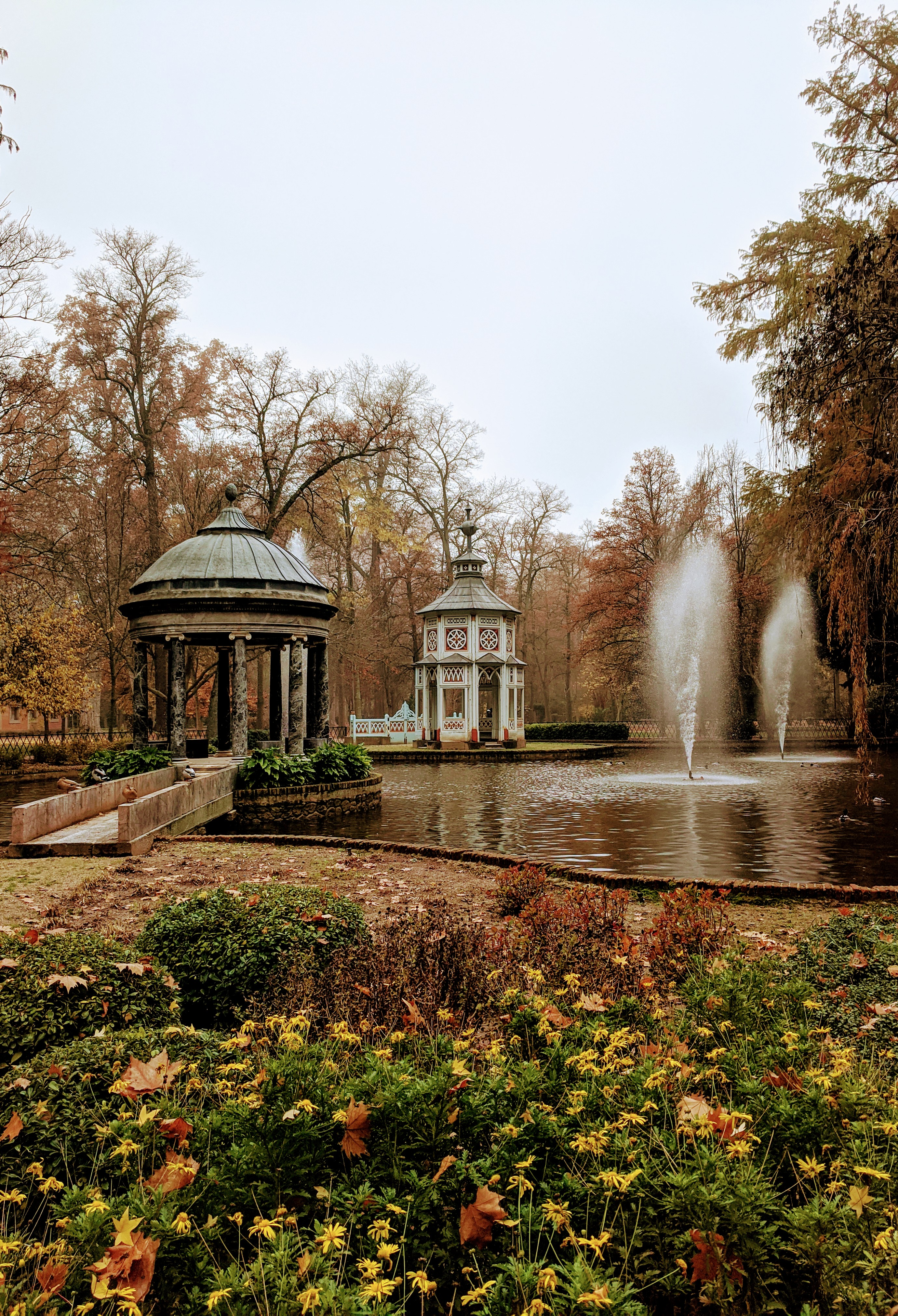
Estanque chinesco en otoño

## Jardín sexto
A partir de este espacio, hacia el este, no se había llevado a cabo ningún trazado anteriormente ni contaba con elementos que afectasen a su diseño, por lo que se pudieron aplicar las reglas del paisajismo inglés. En él se encuentra el conjunto más interesante de todo el jardín, el estanque chinesco. Este presenta una forma compacta, con orillas irregulares, y en su interior se levantan tres islas, con un puente para facilitar su acceso, excepto en la del obelisco, que lo ha perdido. Cada una de ellas cuenta con un elemento arquitectónico trazado por Juan de Villanueva en 1790.
En primer lugar, un templete clásico, a modo de tholos griego. Es monóptero, con diez columnas de orden jónico realizadas en mármol procedente de la Granja. Sobre las columnas, un entablamente de piedra caliza y cubierta de casquete esférico de plomo, rematada en una piña. En segundo lugar, un pabellón chinesco; presenta planta octogonal, con cuatro miradores y cuatro puertas —estas con arcos apuntados, de reminiscencias góticas— y, por encima, paneles de madera con decoración geométrica. La cubierta es a ocho aguas, de inspiración oriental, y está rematada en una pequeña linterna. Obra de Isidro González Velázquez, se asemeja a un quiosco turco, si bien el trazado original de Villanueva se parecía más a una pagoda. Por último el obelisco, elaborado en piedra, posee una altura de siete metros y está colocado sobre rocas. Le acompañan varios árboles y a su lado hay una gruta entre rocas, de donde surgía el agua del estanque.
Otro elemento de este sexto jardín es la Montaña Rusa o Suiza. Se trata de una colina artificial levantada sobre una sala de tipo basilical, no terminada. Fue concluida por Isidro González Velázquez y en su cima se colocó un templete neogótico, con planta cuadrada y cubierta a cuatro aguas.

## Jardín séptimo
En esta zona se desarrolló un programa paisajístico a través de las denominadas islas. En la parte norte, junto al Tajo, se desarrolló una composición de calles estrechas y sinuosas que llevaban a una casa, con riachuelos, puentes y colinas artificiales. Por su parte, junto a la calle de la Reina, se construyó una ría y varias islas, con el objeto de representar el encuentro del Tajo y del Jarama a través de un trazado sinuoso. En una de las islas se levantó una choza, denominada del Ermitaño, con un puente y un huerto, ya desaparecidos. En toda la zona se plantaron especies exóticas mandadas traer desde los territorios españoles de ultramar.

## Jardín octavo

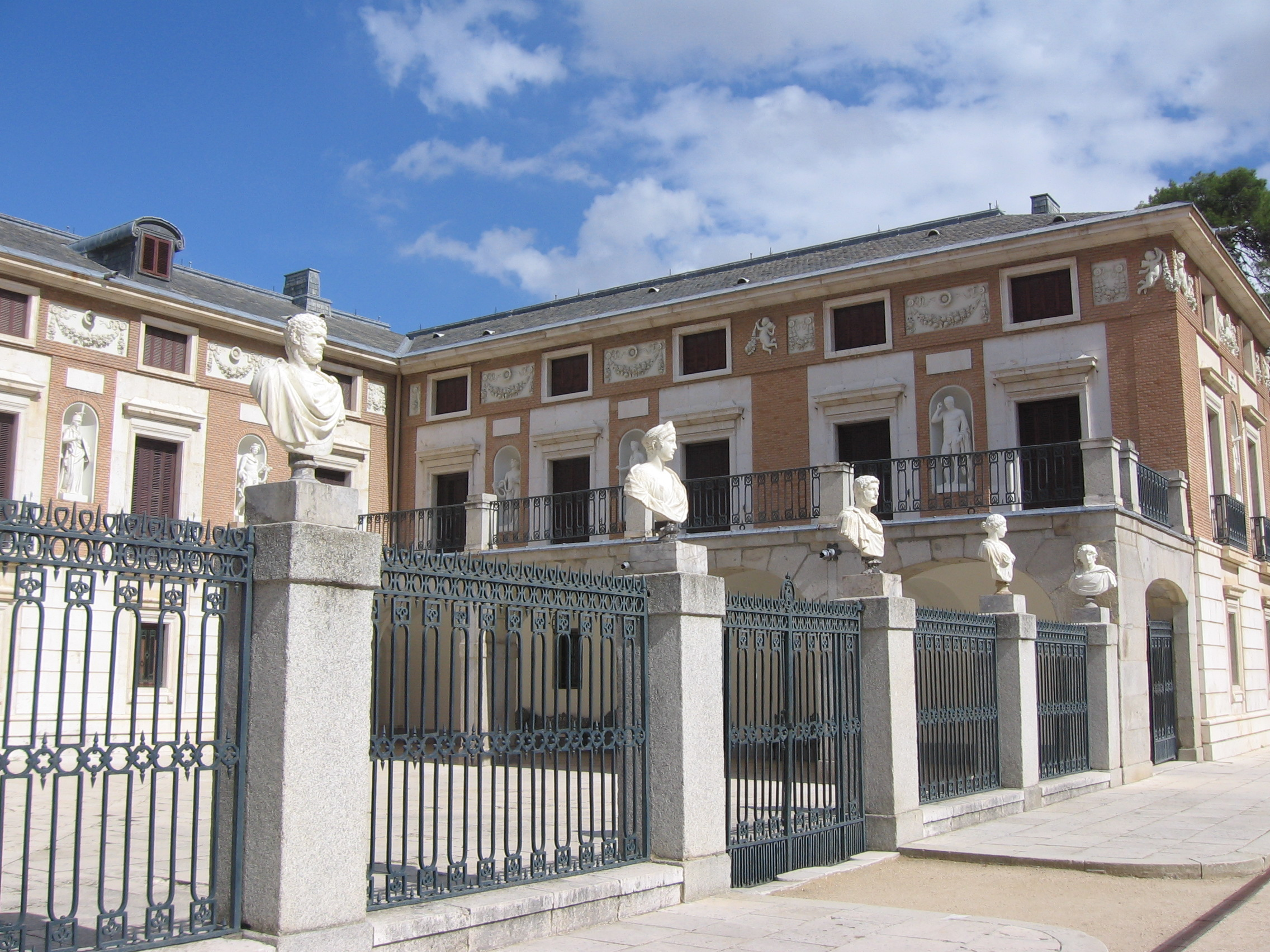
Vista parcial de la Casa del Labrador

El último de los espacios, limitando al este con los viveros, cuenta con la Casa del Labrador como principal elemento. Ejemplo de arquitectura neoclásica, se trataba de un capricho destinado al recreo y diversión de Carlos IV, lejos del protocolo de Palacio. La casa sufrió dos fases constructivas. Una primera, entre 1794 y 1796, de la mano de Juan de Villanueva, en la que se levantó un edificio rectangular, con planta baja, principal y ático, fábrica de ladrillo y sin decoración exterior. Buscaba parecer una típica casa de labor —de ahí su nombre— como complemento al paisaje del jardín.
La segunda fase, entre 1798 y 1804, consistió en una ampliación y reforma del edificio de la mano de Juan de Villanueva e Isidro González Velázquez, con la construcción de dos alas laterales, la creación de un patio de honor cerrado y el enriquecimiento de su decoración tanto interior como exterior. Así, en su fachada, la escayola adquiere protagonismo y presenta almohadillado en el piso bajo, hornacinas para estatuas y marcos de los balcones en el piso principal, y tableros con frutas y flores en el ático. En las hornacinas se colocaron figuras de escayola, obra de Joaquín Arali, y en los pedestales de la verja y las balaustradas de las terrazas se instalaron, en 1805, veinte bustos de emperadores romanos.